# Фонтаналія
Фонтаналія (Fontanalia, Fontinalia) — у Стародавньому Римі свято водних джерел, криниць, фонтанів, яке святкували щорічно 13 жовтня. 
Після тривалого посушливого періоду у цей час знову щедро лилася вода джерел. Короткий опис свята подає Варрон у De lingua Latina 6, 22 — «лат. Fontanalia a Fonte, quod is dies feriae eius; ab eo tum et in fontes coronas iaciunt et puteos coronant» — свято джерел Фонтаналія походить від бога Фонса, тому що тоді є його день. Від цього дня кидають вінки з квіток у джерела і ними прикрашають також криниці.